# Deviazione (strada)

Segnale stradale indicante una deviazione

La deviazione è una variazione di itinerario che viene utilizzata per garantire l'accesso ad una determinata località quando l'itinerario abituale è interdetto al traffico.
La deviazione si utilizza in caso di lavori che richiedono la chiusura totale di una strada e in caso di incidenti. Viene utilizzata anche in caso di manifestazioni cittadine che provocano la chiusura di una via al traffico.
Un aspetto negativo della deviazione è che può provocare disagi, in quanto a volte può allungare il tragitto di diversi chilometri, specialmente in caso di tratti extraurbani che non hanno avuto una variante nel corso degli anni.
In Italia i segnali stradali indicanti una deviazione sono di colore giallo, poiché segnali temporanei.